# Ranunculus similis
Ranunculus similis är en ranunkelväxtart som beskrevs av William Botting Hemsley. Ranunculus similis ingår i släktet ranunkler, och familjen ranunkelväxter. Inga underarter finns listade i Catalogue of Life.